# Domony
Domony je vas na Madžarskem, ki upravno spada pod podregijo Aszódi Županije Pešta.